# Темпеста, Джон
Джон Темпеста (англ. John Tempesta; 26 сентября 1964, Бронкс, Нью-Йорк) — барабанщик, участник многих метал групп. Начал свою карьеру в качестве техника барабанщика группы Anthrax (также известной как одна из групп «Большой четверки трэш-метала»), вскоре перейдя в состав трэш-метал-группы Exodus. Также принял участие в коллективах Testament, White Zombie, Rob Zombie и принял участие в записи Iommi, сольного альбома гитариста Black Sabbath Тони Айомми. Затем Темпеста на некоторое время вернулся в Testament, записал ещё один альбом в составе Rob Zombie и по одному со Scum of the Earth и Helmet. Сейчас играет в хард-рок-группе The Cult.
Джон Темпеста известен как очень профессиональный и талантливый барабанщик.

## Дискография
Exodus
- Impact Is Imminent (1990)
- Good Friendly Violent Fun (1991)
- Force of Habit (1992)

Testament
- Low (1994)
- First Strike Still Deadly (2001)
- Live in London (2005)

White Zombie
- Astro-Creep: 2000 (1995)

Rob Zombie
- Hellbilly Deluxe (1998)
- The Sinister Urge (2001)
- Past, Present & Future (2003)
- The Best of Rob Zombie (2006)

Тони Айомми
- Iommi (2004)

Scum of the Earth
- Blah…Blah…Blah…Love Songs for the New Millennium (2004)

Helmet
- Size Matters (2004)

The Cult
- Born into This (2007)
- Capsule EPs (2010)
- Choice of Weapon (2012)
- Hidden City (2016)

Emphatic
- Another Life (2013)